# Liste du patrimoine culturel immatériel de l'humanité en Uruguay
Cet article recense les pratiques inscrites au patrimoine culturel immatériel en Uruguay.

## Statistiques
L'Uruguay ratifie la convention pour la sauvegarde du patrimoine culturel immatériel le 18 janvier 2007. La première pratique protégée est inscrite en 2009.
En 2016, l'Uruguay compte 2 éléments inscrits au patrimoine culturel immatériel, tous sur la liste représentative.

## Listes

### Liste représentative
Les éléments suivants sont inscrits sur la liste représentative du patrimoine culturel immatériel de l'humanité :
| Élément                                                              | Type                                                                | Subdivision | Année | Lien  | Notes                    | Illus. |
| -------------------------------------------------------------------- | ------------------------------------------------------------------- | ----------- | ----- | ----- | ------------------------ | ------ |
| Le Tango                                                             | arts du spectacle                                                   |             | 2009  | 00258 | Partagé avec l'Argentine |        |
| Le Candombe et son espace socioculturel : une pratique communautaire | arts du spectacle pratiques sociales, rituels et événements festifs |             | 2009  | 00182 |                          |        |

### Patrimoine immatériel nécessitant une sauvegarde urgente
L'Uruguay ne compte aucun élément listé sur la liste du patrimoine immatériel nécessitant une sauvegarde urgente.

### Registre des meilleures pratiques de sauvegarde
L'Uruguay ne compte aucune pratique listée au registre des meilleures pratiques de sauvegarde.